# شون نيلسون (سباك)
شون نيلسون (بالإنجليزية: Shawn Nelson)‏ هو سباك أمريكي، ولد في 21 أغسطس 1959 في سان دييغو في الولايات المتحدة، وتوفي بنفس المكان في 18 مايو 1995 بسبب إصابة بعيار ناري.